# Tuckerman, Arkansas
Tuckerman là một thành phố thuộc quận Jackson, tiểu bang Arkansas, Hoa Kỳ. Năm 2010, dân số của thành phố này là 1862 người.

## Dân số
- Dân số năm 2000: 1757 người.
- Dân số năm 2010: 1862 người.